# Liste des provinces historiques d'Europe
Le continent européen compte de nombreuses provinces historiques dont beaucoup n'ont aujourd'hui pas ou plus d'existence administrative et qui peuvent être partagées entre plusieurs pays actuels. C'étaient à l'origine de petites entités monarchiques du Moyen Âge (comtés, marches, duchés, principautés et royaumes) qui avaient succédé aux provinciæ de l'époque romaine, elles-mêmes ayant succédé aux pagi des anciennes tribus de l'Antiquité.
Les noms officiels des États modernes en français et les capitales provinciales figurent en italique et entre parenthèses.
Cette liste non exhaustive est établie principalement d'après les ouvrages suivants : (de) Andrees Allgemeiner Handatlas ; Atlas pratique de Stieler quadrilingue, Hans-Erich Stier (dir.) ; (de) Grosser Atlas zur Weltgeschichte, Westermann 1985,  (ISBN 3-14-100919-8) ; (de) Atlas zur Weltgeschichte, DTV 1987, (fr) Perrin,  (ISBN 2-7242-3596-7) ; (de) Putzger historischer Weltatlas, Cornelsen 1990,  (ISBN 3-464-00176-8) ; Georges Duby, Atlas historique, Larousse 1987,  (ISBN 2-03-503009-9) ; André et Jean Sellier, série des « Atlas des Peuples », La Découverte : Europe occidentale, 1995,  (ISBN 2-7071-2505-9), Europe centrale, 1992,  (ISBN 2-7071-2032-4) et Orient, 1993.

## Albanie
(République d'Albanie)
- Dioclée (partie sud, située au nord de l'Albanie) partagée avec le Monténégro
- Dyrrhacène
- Épire (partie nord, située au sud de l'Albanie) partagée avec la Grèce
- Drincolie
- Macédoine (extrême ouest, situé à l'est de l'Albanie autour des lacs Ohrit et Prespës) partagée avec la Grèce, la Macédoine du Nord et la Bulgarie

## Allemagne
(République fédérale d'Allemagne)
- Angrie
- Anhalt
- Bade
- Basse Saxe
- Bavière
- Brandebourg
- Franconie
- Hanovre
- Hesse
- Holstein
- Mecklembourg
- Oldenbourg
- Palatinat
  - Bas Palatinat
  - Haut Palatinat
- Poméranie partagée entre l’Allemagne et la Pologne
- Prusse
- Saxe
  - Saxe électorale
- Schleswig
- Silésie, partagée entre l'Allemagne, la République tchèque et la Pologne
- Souabe
- Thuringe
- Westphalie
- Wurtemberg

## Andorre
(Principauté d'Andorre)
- Val d'Andorre

## Autriche
(République d'Autriche)
- Autriche
  - Basse Autriche (Niederösterreich)
  - Haute Autriche (Oberösterreich)
- Burgenland, partagé avec la Hongrie dont il est issu et qui en a récupéré la capitale Ödenbourg
- Carinthie
- Voralberg
- Salzbourg
- Styrie
- Tyrol, partagé entre l’Autriche (Tyrol septentrional) et l’Italie (Méranie ou Tyrol méridional)

## Belgique
(Royaume de Belgique)
- Brabant
- Flandre, partagée entre la Belgique et la France
- Hainaut, partagée entre la Belgique et la France
- Limbourg, partagée entre la Belgique et les Pays-Bas
- Luxembourg, partagée entre la Belgique et le Luxembourg

Voir aussi: provinces de Belgique.

## Biélorussie
(République de Biélorussie ou du Belarus).
- Podlachie, partagée entre la Biélorussie et la Pologne
- Polésie (déborde légèrement sur la Pologne et l'Ukraine)
- Polasquie
- Volhynie, partagée avec l'Ukraine

## Bosnie-Herzégovine
(République fédérale de Bosnie-et-Herzégovine)
- Bosnie
- Carniole bosniaque
- Herzégovine

## Bulgarie
(République de Bulgarie)
- Macédoine partagée entre la Bulgarie (Macédoine du Pirin), la Grèce et la Macédoine du Nord
- Mésie (voir Armoiries de la Bulgarie), comprenant la Dobrogée méridionale
- Thrace partagée entre la Bulgarie, la Grèce et la Turquie, comprenant la Roumélie orientale

## Croatie
(République de Croatie)
- Croatie occidentale
- Dalmatie (ou Croatie méridionale, incluant la Morlaquie et la Ragusie)
- Istrie partagée entre la Croatie (quatre cinquièmes), la Slovénie et l'Italie (une commune)
- Slavonie (ou Croatie orientale, incluant la Voïvodine croate)

## Danemark
(Royaume de Danemark)
- Jutland
- Fionie
- Schleswig partagée entre le Danemark et l’Allemagne
- Seeland
- Lolland
- Falster
- Bornholm

## Espagne
(Royaume d'Espagne)
- Andalousie
- Aragon
- Asturies
- Îles Baléares
- Pays Basque espagnol (le Pays basque français est la partie occidentale du département des Pyrénées-Atlantiques)
- Îles Canaries
- Nouvelle-Castille
- Ancienne-Castille
- Catalogne espagnole (la Catalogne française s'appelle « Roussillon »)
- Estrémadure espagnole (il existe aussi une Estrémadure portugaise, non contigüe)
- Galice
- León
- Murcie
- Navarre
- Valence

Voir aussi : Nationalité historique, Communautés autonomes d'Espagne et Provinces d'Espagne

## Finlande
(République de Finlande)
- Laponie finlandaise (Lappi)
- Birquelande (Pirkanmaa)
- Carélie occidentale (Länsi-Karjala, à ne pas confondre avec la Carélie orientale russe)
- Nylande (Uusimaa)
- Ostrobotnie (Pohjanmaa)
- Savonie (Savo)
- Tavastlande (Häme)
- Ælande (Ahvenanmaa, à ne pas confondre avec l'Œlande suédoise)

(Les noms français proviennent de la forme suédoise de ces dénominations, avant que la forme finnoise ne soit adoptée en 1918)

## France
(République française)

### Provinces historiques
Cette liste regroupe les grandes provinces historiques françaises, dont la plupart ont formé jusqu'en 1789 des gouvernements militaires, des ressorts de parlement ou des intendances. Certaines provinces historiques appartiennent toutefois à de plus grandes provinces :
- Alsace (région du même nom et territoire de Belfort)
- Angoumois
- Anjou
- Armagnac
- Artois
- Aunis
- Auvergne - Voir aussi région Auvergne
  - Basse Auvergne
  - Haute Auvergne
- Barrois
- Béarn
- Beaujolais
- Berry
- Bigorre
- Bourbonnais
- Bourgogne
- Bresse
- Bretagne - Voir aussi région Bretagne, ancien État composé de neuf pays
  - Cornouaille
  - Léon
  - Pays de Dol
  - Pays de Saint-Brieuc
  - Pays de Saint-Malo
  - Pays nantais
  - Pays rennais
  - Trégor
  - Vannetais
- Brie, province partagée entre la Champagne et l'Île-de-France
- Champagne
- Comtat-Venaissin
- Comté de Foix
- Comté de Nice
- Corse
- Dauphiné
- Flandre, province partagée entre la France et, la Belgique et les Pays-Bas
- Forez
- Franche-Comté
- Gascogne
- Guyenne
- Hainaut, province partagée entre la France et la Belgique
- Île-de-France
- Languedoc
  - Bas Languedoc
  - Haut Languedoc
- Limousin
- Lorraine
- Lyonnais
- Maine
  - Bas Maine
  - Haut Maine
- Marche
  - Basse Marche
  - Haute Marche
- Royaume de Navarre, province partagée entre la France et l'Espagne
  - Basse Navarre (partie française)
- Nivernais
- Normandie, province partagée entre la France et la Couronne britannique
  - Basse Normandie - Voir aussi région Basse-Normandie
  - Haute Normandie - Voir aussi région Haute-Normandie
- Orléanais
- Perche
- Périgord
- Picardie
  - Basse Picardie
  - Haute Picardie
- Poitou
  - Bas Poitou
  - Haut Poitou
- Provence
- Quercy
- Rouergue
- Roussillon
- Saintonge
- Savoie
- Touraine
- Vexin, province partagée entre la Normandie et l'Île-de-France

### Provinces historiques disparues
- Austrasie
- Aquitaine (royaume)
- Bourgogne (royaume)
- Neustrie

## Grèce
(République hellénique)
- Macédoine partagée entre la Grèce, la Bulgarie et la Macédoine slave
- Thrace partagée entre la Bulgarie, la Grèce et la Turquie d'Europe
- Épire partagée entre la Grèce et l'Albanie
- Îles Ioniennes
- Étolie
- Acarnanie
- Locride
- Thessalie
- Béotie
- Attique
- Péloponnèse ou Morée comprenant l'Achaïe, l'Élide, l'Arcadie, la Messénie, la Laconie, l'Argolide
- Eubée
- Îles Cyclades
- Îles Boréo-Égéennes
- Dodécanèse
- Crète

## Hongrie
(République de Hongrie)
- Pannonie[3]
- Alföld
- Banat partagé entre la Hongrie, la Roumanie et la Serbie
- Körösvidék partagé entre la Hongrie et la Roumanie
- Petite-Alanie
- Petite-Coumanie

## Irlande
(République d'Irlande ou Eire et Royaume-Uni de Gr.-Bretagne et d'Irl. du Nord)
- Connaught
- Munster
- Leinster
- Ulster partagé entre la république d’Irlande et le Royaume-Uni

## Islande
(République d'Islande)
- Midhálendid
- Vestursléttur

## Italie
(République italienne)

### Provinces historiques
- Sicile
- Calabre
- Pouilles
- Ombrie
- Marches
- Ligurie
- Frioul
- Toscane
- Vénétie
- Latium
- Tyrol partagé entre l’Italie (Méranie ou Tyrol méridional) et l’Autriche (Tyrol septentrional)
- Lombardie
- Piémont
- Val d’Aoste
- Sardaigne

### Provinces historiques disparues
- Apulie
- Étrurie
- Campanie
- Lucanie

Voir aussi: Liste des provinces italiennes et Région d'Italie (doublons en instance de fusion)

## Lettonie
(République de Lettonie)
- Livonie, partagée avec l'Estonie
- Courlande
- Latgale

## Luxembourg
(Grand-duché de Luxembourg)
- Luxembourg historique partagé entre le Luxembourg et la Belgique

## Macédoine du Nord
(République de Macédoine)
- Macédoine partagée entre la Bulgarie, la Grèce et la Macédoine du Nord

## Moldavie
(République de Moldavie)
- Bessarabie (rive droite du Dniestr) partagée entre la Moldavie et l'Ukraine, comprenant :
  - Băltenie (roumain : Ținutul Bălților, au nord) du nom de la principale ville du bassin du Răut
  - Codru (au centre)
  - Ancienne-Bessarabie ou Bougeac (au sud) partagée entre la Moldavie et l'Ukraine
- Transnistrie partagée entre la Moldavie (rive gauche du Dniestr) et l'Ukraine, contrôlée, en Moldavie, par les russophones, et comprenant :
  - Podolie partagée entre la Moldavie et l'Ukraine
  - Yedisan partagé entre la Moldavie et l'Ukraine

## Monténégro
(République du Monténégro)
- Dioclée (sud)
- Rascie (nord)

## Norvège
(Royaume de Norvège)
- Akerhus
- Finmark (Laponie norvégienne)
- Fossen-Namdaland
- Gudbrandsdal
- Hedemark
- Helgeland
- Lofoten-Vesteraalen
- Nordmöre-Örkedal
- Österdal
- Sätersdal
- Telemark
- Valders-Hallingdal.

## Pays-Bas
(Royaume des Pays-Bas)
- Brabant partagée entre les Pays-Bas et la Belgique
- Zélande
- Hollande
- Limbourg partagée entre les Pays-Bas et la Belgique
- Frise
- Frise occidentale
- Groningue

## Pologne
(République de Pologne)
- Cujavie
- Lemkovie, partagée entre la Pologne et la Slovaquie
- Mazovie
- Lubuszie
- Podlachie, partagée entre la Pologne et la Biélorussie
- Petite Pologne
- Grande Pologne
- Poméranie, partagée entre la Pologne et l'Allemagne
- Posnanie
- Prusse, dont
  - Prusse-Occidentale
  - Prusse-Orientale, partagée entre la Pologne et la Russie
- Silésie, partagée entre la Pologne, l'Allemagne et la République tchèque
- Galicie, partagée entre la Pologne et l'Ukraine

## Portugal
(République du Portugal)
- Alentejo
  - Bas Alentejo
  - Haut Alentejo
- Algarve
- Beira
  - Basse Beira
  - Haute Beira
  - Beira littorale
- Estrémadure portugaise
- Ribatejo
- Minho
- Tras os Montes e Alto Douro
- Douro Litoral

## Roumanie
(République de Roumanie)
- Transylvanie, comprenant :
  - Banat partagé entre la Roumanie, la Hongrie et la Serbie
  - Crişanie partagée entre la Roumanie (est) et la Hongrie (ouest)
  - Marmatie partagée entre la Roumanie (Maramureş) et l'Ukraine (Ruthénie)
  - Ardéal ou Transylvanie médiévale.
- Moldavie historique, correspondant à l'ancienne principauté de Moldavie, partagée entre la Roumanie (Moldavie occidentale), la république de Moldavie et l'Ukraine, comprenant la Bucovine partagée entre la Roumanie (sud) et l'Ukraine (nord).
- Valachie, comprenant :
  - Monténie ou Grande-Valachie
  - Olténie ou Petite-Valachie.
  - Dobrogée partagée entre la Roumanie (nord), la Bulgarie (sud) et l'Ukraine (un cinquième du Delta du Danube et l'Île des Serpents) ; la Dobrogée est parfois comptée à part de la Valachie.

## Royaume-Uni
(Royaume-Uni de Grande-Bretagne et d'Irlande du Nord)
- Angleterre, comprenant :
  - Cornouailles
  - Mercie
  - Northumbrie
- Pays de Galles
- Écosse
- Ulster partagé avec l’Irlande indépendante

### Dépendances directes de la couronne d'Angleterre
extérieures au Royaume-Uni
- Île de Man
- Îles Scilly
- Îles Anglo-Normandes

## Russie
(Fédération de Russie)
- Bélozérie
- Borussie (partagée entre la Russie et la Pologne)
- Caratchévie
- Galicie mersquienne
- Iaroslavie
- Moscovie
- Mouromie
- Novgorodie
- Péréïaslavie
- Pescovie
- Sévérie
- Smolénie
- Souzdalie
- Starodoubie
- Tchernigovie
- Toutracanie
- Tvérie

(Les noms français proviennent de la forme russe de ces dénominations)

## Serbie
(République de Serbie)
- Voïvodine, comprenant la Bačka (à l'ouest) et le Banat (à l'est, partagé entre la Serbie, la Hongrie et la Roumanie).
- Moravie serbe.
- Rascie, partagée entre la Serbie et le Monténégro, comprenant le Sandjak de Novipazar partagé entre la Serbie et le Monténégro.
- Carniole serbe ou Carniole Timochène, aux Portes de fer.
- Kosovo-et-Métochie, province ayant auto-proclamé son indépendance en 2008 à la suite de l’intervention de l’OTAN en 1999.

## Slovaquie
(République slovaque)
- Podhornie ou Horná zem (nord du pays, versants méridionaux des Carpates, que les Hongrois appellent « Haute-Hongrie » ou Felvidék, ce qui agace les Slovaques)
- Podunavie ou Podunajská nížina (sud du pays, plaine danubienne)

## Slovénie
(République de Slovénie)
- Carniole slovène
- Goricie et Gradisque
- Istrie, partagée entre la Slovénie et la Croatie
- Pomurie.

## Suède
(Royaume de Suède)
- Blekinge
- Bohuslène (Bohuslän)
- Botnie septentrionale (Norrbotten)
- Botnie occidentale (Västerbotten)
- Dalécarlie (Dalarna)
- Gothlande (Gotland)
- Hallande (Halland)
- Iempterlande 	(Jämtland)
- Gothie orientale (Östergötland)
- Scanie (Skåne)
- Sudermanie (Södermanland)
- Varmelande (Värmland)
- Ouestmanie (Västmanland)
- Angermanie (Ångermanland)
- Dalie (Dalsland)
- Guestriclande (Gästrikland)
- Helsingie (Hälsingland)
- Herdalie (Härjedalen)
- Laponie suédoise (Lappland)
- Madelpadie (Medelpad)
- Néricie (Närke)
- Œlande (Öland, à ne pas confondre avec l'Ælande finlandaise)
- Smaulande (Småland)
- Uplande (Uppland)
- Gothie occidentale (Västergötland)

(Les noms français proviennent de la forme suédoise de ces dénominations)

## Suisse
(Confédération suisse)
Les cantons ont aujourd'hui une existence administrative mais quelques-uns, comme l'Argovie, les Grisons ou le Valais ont été d'anciennes provinces historiques avant leur adhésion à la Confédération suisse ; traditionnellement on parle aussi de « Romandie » pour désigner l'ensemble francophone, de « Suisse alémanique » pour désigner l'ensemble germanophone et de « Suisse italienne » pour l'ensemble italophone.

## Tchéquie
(République tchèque)
- Bohême-Moravie, formée de :
  - la Bohême, comprenant les marges sudètes
  - la Moravie, comprenant la Valaquie morave
- Silésie, partagée entre la Tchéquie, l'Allemagne et la Pologne

## Ukraine
(République d'Ukraine).
- Ciscarpathie
- Crimée (rattachée de fait à la Russie depuis 2014)
- Galicie, partagée entre l'Ukraine (est) et la Pologne (ouest)
- Méotide (ou Donbass depuis la période soviétique, en partie contrôlée par des républiques sécessionnistes depuis 2014 et rattachée de fait à la Russie depuis 2022)
- Moldavie historique, partagée entre l'Ukraine, la Moldavie et la Roumanie, comprenant :
  - Bucovine, partagée entre l'Ukraine (nord) et la Roumanie (sud)
  - Boudjak (inclus en Bessarabie, partagée entre l'Ukraine et la Moldavie)
- Pocoutie
- Podolie, partagée entre l'Ukraine et, pour une fraction des rives du Dniestr, la Moldavie
- Ruthénie (ou Ukraine subcarpathique, ou Transcarpathie)
- Slobodie
- Tauride (en partie rattachée de fait à la Russie depuis 2022)
- Volhynie
- Yedisan (ou Otchakivie)
- Zaporogue (ou Poltavie ou Ukraine franche), comprenant:
  - Ukraine de la rive gauche du Dniepr
  - Ukraine de la rive droite du Dniepr.